# Inkscape
Inkscape es un editor de gráficos vectoriales libre y de código abierto. Inkscape puede crear y editar diagramas, líneas, gráficos, logotipos, e ilustraciones complejas. El formato principal que utiliza el programa es Scalable Vector Graphics (SVG) versión 1.1.
Inkscape tiene como objetivo proporcionar a los usuarios una herramienta libre de código abierto de elaboración de gráficos en formato vectorial escalable (SVG) que cumpla completamente con los estándares XML, SVG y CSS2.
Inkscape se encuentra desarrollado principalmente para el sistema operativo GNU/Linux, pero es una herramienta multiplataforma y funciona en Windows, Mac OS X, y otros sistemas derivados de Unix.
Es una aplicación disponible en muchas lenguas, incluyendo sistemas de escritura complejos (como sistemas de escritura de derecha a izquierda o arriba y abajo como árabe, hebreo, mongol antiguo, etc).
Este programa surgió de una bifurcación del proyecto Sodipodi.

## Historia
Inkscape se inició en 2003 como una bifurcación de código del proyecto Sodipodi. Este último, desarrollado desde 1999, estaba a su vez basado en Gill, el trabajo de Raph Levien.
La bifurcación fue dirigida por un equipo de cuatro desarrolladores de Sodipodi (Ted Gould, Bryce Harrington, Nathan Hurst, y MenTaLguY) quienes identificaron diferencias en los objetivos del proyecto, apertura hacia contribuidores externos, y disconformidades técnicas como sus razones para crear la bifurcación. Inkscape, la denominación adoptada para la bifurcación, buscaría un desarrollo enfocado en implementar el estándar SVG de manera completa, mientras que el desarrollo de Sodipodi se enfocó en la creación de un editor de gráficos vectoriales multipropósito, posiblemente a expensas de la implementación del estándar SVG.
Desde la bifurcación, Inkscape, entre otras cosas, ha cambiado el lenguaje programación, pasando de usar el lenguaje de programación C al C++; cambió al conjunto de herramientas GTK+ implementadas con C++ (gtkmm); rediseñó la interfaz de usuario y añadió gran cantidad de nuevas funcionalidades. La implementación del estándar SVG ha mostrado mejoras progresivas, pero aún está incompleta.
En cuanto a su modelo de desarrollo, en lugar de adoptar un esquema de gobierno de arriba hacia abajo, sus desarrolladores impusieron una cultura igualitaria donde la autoridad proviniera sobre todo de las habilidades y el compromiso activo con el proyecto. Como resultado, el proyecto puso un énfasis especial en brindar acceso completo a su repositorio de código fuente a todos los desarrolladores activos, y en la participación en la extensa comunidad del software libre (a menudo en forma de iniciativas comunes entre proyectos y efectos de los proyectos tales como la Biblioteca Abierta de Imágenes Pre diseñadas, en inglés Open Clip Art Library).
Mientras los fundadores del proyecto aún estaban bien representados en los procesos de toma de decisiones, algunos recién llegados también vinieron a jugar roles prominentes. Entre estos estaba Bulia Bryak, arquitecto de los radicales cambios en la interfaz de usuario que han dado a Inkscape su actual apariencia.
Posteriormente Xara anunció planes para liberar su propia aplicación de dibujo Xara Xtreme, y sus desarrolladores expresaron interés en colaborar con Inkscape para buscar caminos con los que ambos proyectos pudieran compartir código, coordinar esfuerzos, y desarrollar programas de gráficos vectoriales de código abierto superiores a cualquier otro disponible en el mundo privativo.
Inkscape es desde el 2005 un proyecto incluido en el Google Summer of Code.

## Características
Inkscape es un editor de gráficos vectoriales de código abierto, con capacidades similares a Illustrator, Freehand, CorelDraw o Xara X, que usa el estándar de la W3C: el formato de archivo Scalable Vector Graphics (SVG). Las características soportadas incluyen: formas, trazos, texto, marcadores, clones, mezclas de canales alfa, transformaciones, gradientes, patrones y agrupamientos. Inkscape también soporta metadatos Creative Commons, edición de nodos, capas, operaciones complejas con trazos, vectorización de archivos gráficos, texto en trazos, alineación de textos, edición de XML directo y mucho más. Puede importar formatos como Postscript, JPEG, PNG, y TIFF y exporta PNG así como muchos formatos basados en vectores.
El objetivo principal de Inkscape es crear una herramienta de dibujo potente y cómoda, totalmente compatible con los estándares XML, SVG y CSS. También quieren mantener una próspera comunidad de usuarios y desarrolladores usando un sistema de desarrollo abierto y orientado a las comunidades, y estando seguros de que Inkscape sea fácil de aprender, de usar y de mejorar.

### Interfaz y utilidad
Una de las prioridades del proyecto de Inkscape es la consistencia de su interfaz y utilidad. Esto incluye los esfuerzos para seguir las guías de interfaces humanas de GNOME, la accesibilidad del teclado universal. Inkscape ha logrado un progreso significativo en la utilidad desde que el proyecto empezó. 
El número de cajas de diálogo flotantes se ha reducido, con sus funciones y atajos del teclado o disponibles en la barra de herramientas. 
Todas las transformaciones (no solo moviendo sino también inclinando y girando) poseen atajos del teclado con los modificadores consistentes (por ejemplo, Alt transforma con medida 1 pixel de la pantalla al zum actual, el Mayúsculas multiplica la transformación por 10, etc.); estas claves trabajan en los nodos en la herramienta del Nodo así como en los objetos en el Seleccionador. Los funcionamientos más comunes (como las transformaciones, haciendo subir verticalmente, dimensión Z). 
Inkscape proporciona mensajes flotantes que ayudan a entender la utilización de los botones, mandos, órdenes y llaves. Viene con un teclado completo y referencia del ratón (en HTML y SVG) y varias guías didácticas interactivas en SVG. 
La interfaz de Sodipodi (el predecesor de Inkscape) estaba basada en parte en las de CorelDRAW y GIMP. La actual interfaz de Inkscape se ha visto influenciada parcialmente por Xara Xtreme.

### Manipulación de objetos
Todos los objetos incluidos en el dibujo pueden ser modificados: mover, rotar, escalar, estirar. Los parámetros de la transformación se pueden especificar de modo numérico a través del diálogo Transformar. Las transformaciones pueden ajustar los ángulos, tramas, guías y otros objetos de los nodos. 
Los objetos pueden ser objeto de operaciones de cortar, copiar y pegar. Pueden agruparse y desagruparse, pueden duplicarse.

### Estilo de objetos
Inkscape es muy completo en cuanto a la posibilidad de adaptar objetos. Dispone de las siguientes posibilidades para todos los objetos:
- Transparencias regionales, y transparencia maestra para todo el objeto.
- Múltiples colores para escoger.
- Es posible esculpir el objeto.
- Los objetos pueden agruparse (y desagruparse), de forma que varios objetos agrupados funcionen como uno solo.
- El objeto puede encerrarse en un borde de cualquier tamaño y color.
- Los objetos se pueden desenfocar a diferentes niveles.
- Cualquier objeto puede ser duplicado indefinidamente.
- Se pueden dibujar líneas de todo tipo, las cuales pueden ser personalizadas, a igual que cualquier otro objeto.
- Los objetos se pueden mover, invertir, borrar, etc.

## Versiones
| Versión | Fecha                   | Descripción |
| ------- | ----------------------- | --- |
| 0.35    | 2 de noviembre de 2003  | Primera versión de Inkscape, muy similar a Sodipodi en su versión 0.32. |
| 0.36    |                         | Primera versión con la interfaz reorganizada, usando una barra de menús y barras de herramientas acopladas sensibles al contexto, en la ventana del documento. |
| 0.37    |                         | Adición de operaciones de trayectoria booleana y trayectorias de principio y final. |
| 0.38    |                         | Revisión de mantenimiento y corrección de errores, aunque se agregaron las funcionalidades de texto kerning y espaciado entre letras, gradientes multiuso, y algunas optimizaciones en usabilidad. |
| 0.39    |                         | Primera versión en usar la biblioteca Pango, brindando una buena compatibilidad para más idiomas, así como compatibilidad para marcadores, clones y modelos de relleno. |
| 0.40    |                         | Compatibilidad para capas, trazado de mapas de bits, y texto en trayectoria. |
| 0.41    | 10 de febrero de 2005   | Añadida la herramienta de clonado de mosaicos y trazado de color, además de algunas correcciones de errores. |
| 0.42    | 26 de julio de 2005     | Añadida compatibilidad con texto fluido, aplicación de estilos a text spans, compatibilidad con efectos mejorada, y la nueva herramienta de gradientes. 493 |
| 0.43    | 19 de noviembre de 2005 | Añadida herramienta de conectador, edición colaborativa, presión de tableta/sensibilidad de ángulo, y mejoras en la herramienta de nodos. |
| 0.44    | 24 de junio de 2006     | Añadido un diálogo para capas, compatibilidad con acortado y enmascarado, exportación a PDF con transparencia mejorada, y mejoras de rendimiento. |
| 0.44.1  |                         | Versión de mantenimiento y corrección de errores. |
| 0.45    | 5 de febrero de 2007    | Compatibilidad para Gaussian blur y algunas otras modificaciones menores a las funcionalidades existentes. |
| 0.45.1  | 23 de marzo de 2007     | Versión de mantenimiento y corrección de errores. |
| 0.46    | 10 de marzo de 2008     | Se mejora la interfaz de usuario y se optimiza el uso de la memoria. |
| 0.47    | 24 de noviembre de 2009 | varias mejoras, como por ejemplo en las herramientas sobre caminos o mejor soporte para Postcript. |
| 0.48    | 23 de agosto de 2010    | Edición Multipath, mejoras en la edición de Máscaras y Clips, mejoras en la edición de nodos, mejoras en la edición de textos, nueva herramienta "Spray", mejoras en la importación y exportación, nueva y mejorada colección de extensiones, mejoras del soporte de gestión de color, ICC y CMYK, mejoras en la interfaz de usuario, corrección de errores.              |
| 0.91    | 28 de enero de 2015     | Agregada la herramienta de medir ángulos y medidas, librería de símbolos, soporte para plantillas visio, WMF y EMF importación y exportación Multiplataforma, mejora de soporte para documentos Corel Draw, importación visio, numerosas mejoras de uso, renderizado Cairo para la exhibición y exportación PNG y una gran cantidad de mejoras.                           |
| 0.92    | 7 de agosto de 2017     | Agregado un punto de control al centro de los rectángulos, círculos/elipses y estrellas para hacerlos más fáciles de mover y alinearlos en forma precisa. Se modificó el panel de objetos, incluyendo un atajo para manejar los atajos definidos por el usuario. Se agregó la capacidad de generar un camino desde múltiples caminos con LPE.                             |
| 0.92.1  | 7 de febrero de 2017    | Corrección de errores. |
| 0.92.2  | 7 de agosto de 2017     | Corrección de errores y conversión por lotes de 90 a 96 dpi. |
| 0.92.3  | 11 de marzo de 2018     | Disponibilidad de paquete Snap para Linux y de versiones 32-bit y 64-bit para Windows 10. |
| 0.92.4  | 17 de enero de 2019     | Mejoras en la estabilidad y corrección de errores. |
| 0.92.5  | 9 de abril de 2020      | Las extensiones de Python se ejecutan con Python 3. Fuentes de las que carecía el programa en la versión de Windows 10 |
| 1.0     | 4 de mayo de 2020       | Actualización de la interfaz de usuario con mejor soporte para pantallas 4K/HiDPI. Soporte para temas. Capacidad de rotación y reflejo o efecto espejo para el lienzo. Alineación de la esquina superior izquierda. Nuevas opciones de exportación en formato PNG. Efectos de ruta en vivo, nuevos y mejorados. Operaciones de ruta más rápidas y ‘deselección’ de rutas. |
| 1.0.1   | 6 de sept. de 2020      | Actualización de mantenimiento. Corrección de errores y fallas. |

### Otros editores SVG
- Sodipodi, editor de gráficos vectoriales libre
- Xara LX, software de código abierto de diseño vectorial
- Skencil, software libre de diseño vectorial
- Karbon, software de código abierto, parte de Calligra Suite para KDE
- sK1, software libre de diseño vectorial (fork de Skencil)
- LibreOffice Draw y OpenOffice.org Draw, editores de gráficos vectoriales, que forman parte de las suites libre LibreOffice y abiertas OpenOffice.org